# Dolden-Winterlieb

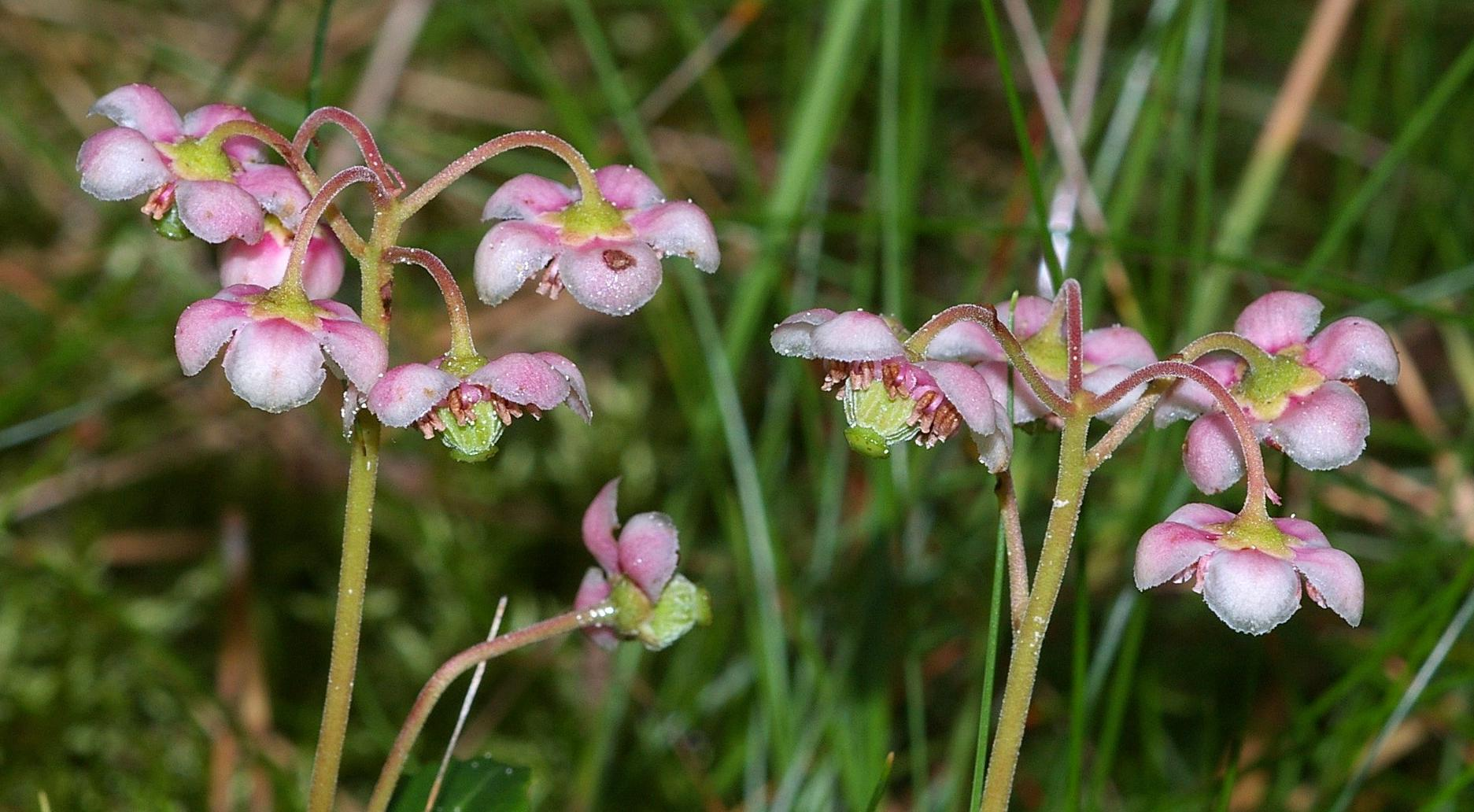
Blütenstände von Chimaphila umbellata subsp. umbellata

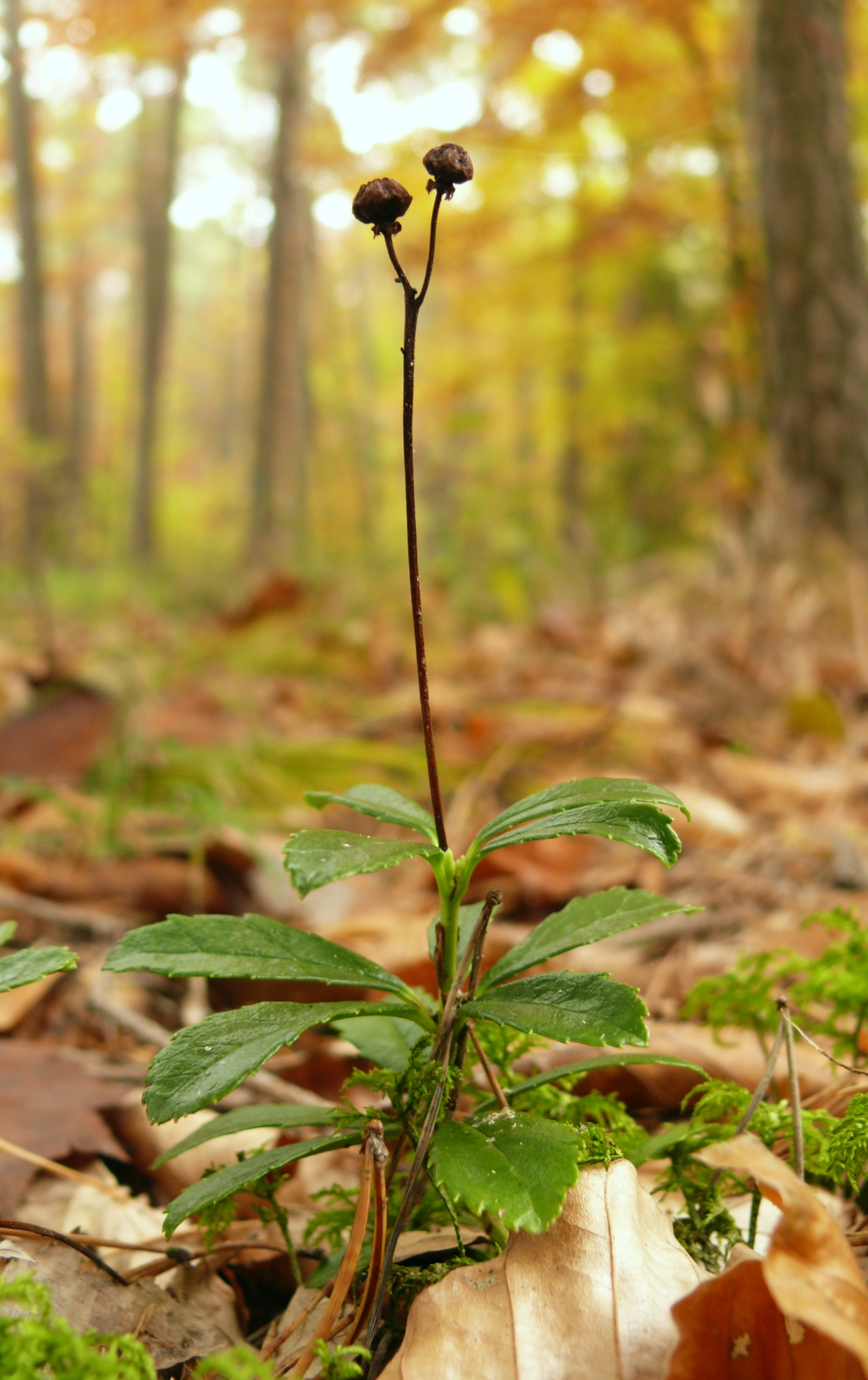
Fruchtstand

Das Dolden-Winterlieb (Chimaphila umbellata), auch Doldiges Winterlieb oder Doldiges Wintergrün, ist eine sehr seltene Pflanzenart aus der Familie der Heidekrautgewächse (Ericaceae) und der Unterfamilie der Monotropoideae (Wintergrün- und Fichtenspargelgewächse). Die Gattung Chimaphila umfasst vier bis fünf Arten.

## Merkmale

### Vegetative Merkmale
Die Pflanze wird etwa sieben bis 15 (25) Zentimeter groß und ist ein Halbstrauch. Der Stängel ist aufrecht, kantig, am Grund holzig und blassgelb bis rötlich. Das Rhizom kriecht weit, so dass die Pflanze meist truppweise wächst. Die immergrünen Blätter sind rosettenartig genähert, eiförmig-spatelig bis fast lineal geformt, oberseits dunkelgrün, ledrig und glänzend. Sie sind 2 bis 4,5 Zentimeter lang und 1 bis 1,5 Zentimeter breit. Der Blattstiel ist 2 bis 5 Millimeter lang. Der Blattrand ist von der Mitte bis zur Spitze scharf gesägt.

### Generative Merkmale
Die Blütezeit reicht etwa von Ende Juni bis Anfang August. Der Blütenstand besteht aus einer endständigen, locker angeordneten Doldentraube mit drei bis sieben nickenden Blüten. Die Blüten sind nickend und haben eine 8 bis 20 Millimeter langen Blütenstiel. Die Kelchblätter sind nur ein Drittel so lang wie die Kronblätter, verkehrt eiförmig, so lang wie breit und anfangs der Blüte und unreifen Frucht angedrückt, später zurückgeschlagen. Die je fünf rosafarbenen Kronblätter sind fünf bis sechs Millimeter lang und neigen sich bei noch nicht voll geöffneter Blüte halbkugelförmig zusammen. Die Staubblätter sind am Grund plötzlich dick-dreieckig und haben etwas geflügelte und gewimperte Seitenkanten. Die Staubbeutel sind rot. Der kurze grüne Griffel ist unterhalb der Narbe stark verdickt und optisch recht dominant, was typisch für Wintergrüngewächse ist. Die Fruchtkapsel ist 5 bis 6 Millimeter lang, ist tief fünffurchig und steht auf aufrechten Stielen.

## Ökologie
Wie alle Wintergrüngewächse lebt die Art in Symbiose mit einem Wurzelpilz (Mykorrhiza). Dieser umgibt die Wurzeln mit einem dichten Mycelmantel und versorgt die Pflanze mit Wasser und Mineralsalzen, während der Pilz umgekehrt Kohlenhydrate erhält. Auch für die Keimlingsentwicklung scheint die Mykorrhiza von entscheidender Bedeutung zu sein.

## Chromosomenzahl
Die Chromosomenzahl beträgt 2n = 26.

## Standortansprüche
Das Doldige Winterlieb wächst in flechtenreichen Kiefernforsten auf trockenen bis frischen, nährstoffarmen und mäßig basenreichen Sandböden. Eine Vergesellschaftung mit anderen, ebenfalls seltenen Heidekrautgewächsen, beispielsweise dem Grünblütigen Wintergrün (Pyrola chlorantha), dem Moosauge (Moneses uniflora), dem Birngrün (Orthilia secunda) oder auch mit dem Fichtenspargel (Monotropa hypopitys) kann dabei beobachtet werden. Das Doldige Winterlieb ist eine Charakterart des Pyrolo-Pinetum aus dem Verband Cytiso-Pinion. Die Art steigt in Mexiko bis 3300 Meter Meereshöhe auf.

## Verbreitung, Gefährdung
Das Doldige Winterlieb kommt in den subarktischen und gemäßigten Zonen der Nordhalbkugel vor. Ihr Areal reicht südlich bis Guatemala. Die Nominatform (Chimaphila umbellata subsp. umbellata) kommt im nördlichen Mitteleuropa, in Nordeuropa und in Russland vor – ein Schwerpunkt befindet sich insbesondere im Ostseeraum. In Deutschland wird nur noch das nordostdeutsche Tiefland sehr sporadisch besiedelt; die relativ größte Stetigkeit wird noch in Brandenburg erreicht. Durch anthropogene Landschaftsveränderungen, vor allem wohl durch die flächenhafte Eutrophierung über den Luftweg, aber auch durch forstwirtschaftliche Maßnahmen, sind die Bestände des Doldigen Winterliebs sehr stark zusammengeschrumpft. Der übermäßige Nährstoffeintrag bewirkt eine Sukzession der Krautschicht in Wäldern; die für Chimaphila und andere Wintergrüngewächse typischen Flechten- und Hagermoos-Kiefernwälder wandeln sich in Drahtschmielen-Kiefernwälder um. Von der sich ausbreitenden Drahtschmiele (Deschampsia flexuosa), einem Waldgras, werden die Pyrolaceen offenbar allmählich verdrängt. Später stellen sich weitere nährstoffzeigende Arten ein.
Die ökologischen Zeigerwerte nach Landolt et al. 2010 sind in der Schweiz: Feuchtezahl F = 2 (mäßig trocken), Lichtzahl L = 2 (schattig), Reaktionszahl R = 2 (sauer), Temperaturzahl T = 3 (montan), Nährstoffzahl N = 2 (nährstoffarm), Kontinentalitätszahl K = 4 (subkontinental).
In Deutschland gilt das Doldige Winterlieb im Sinne des Gesetzes (Bundesartenschutzverordnung) als „besonders geschützt“. Die Art wird zudem bundes- und europaweit als „stark gefährdet“, in diversen Roten Listen der Bundesländer auch als „vom Aussterben bedroht“ eingestuft. In der Schweiz ist die Art ausgestorben.

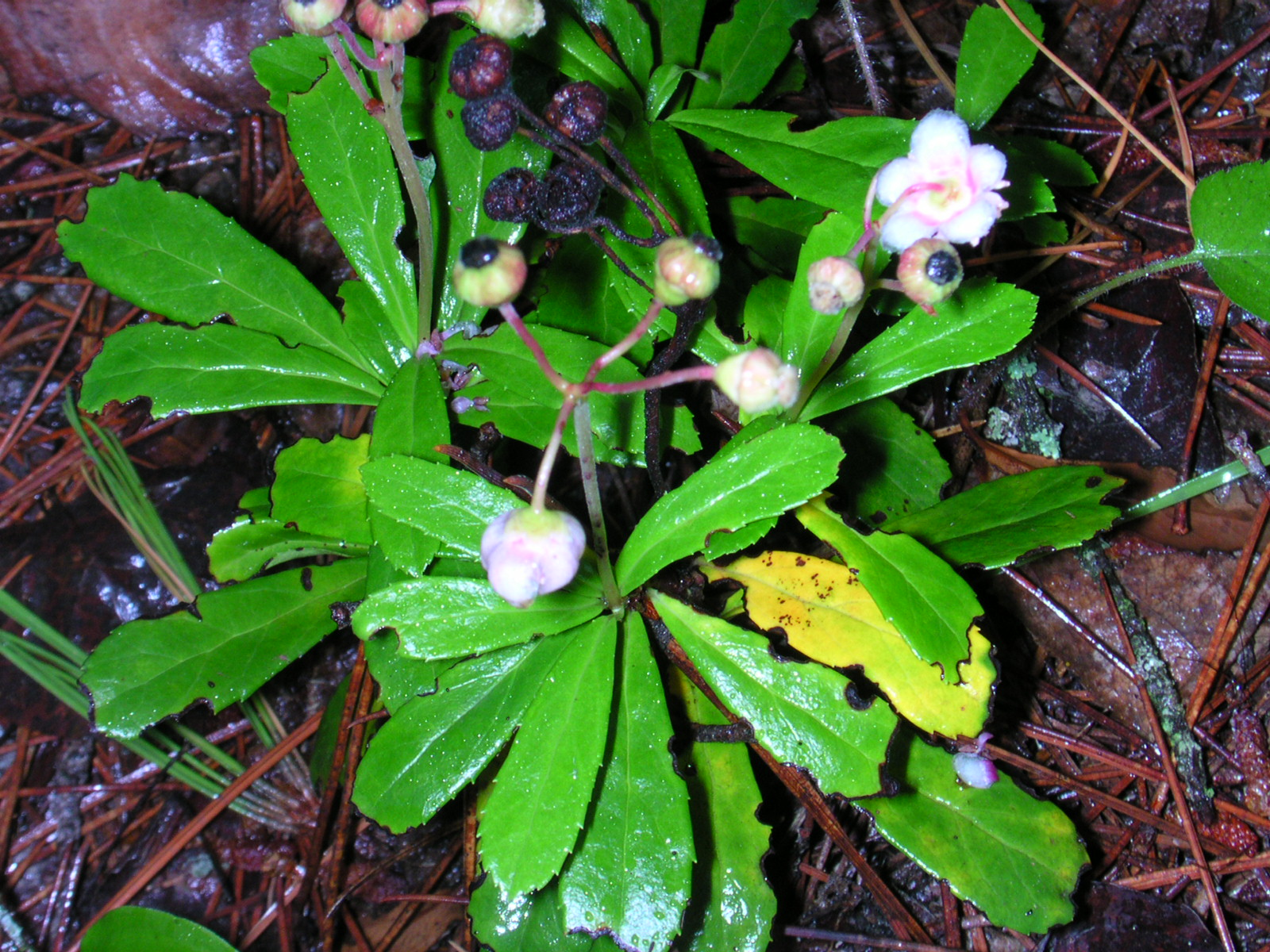
Chimaphila umbellata subsp. cisatlantica

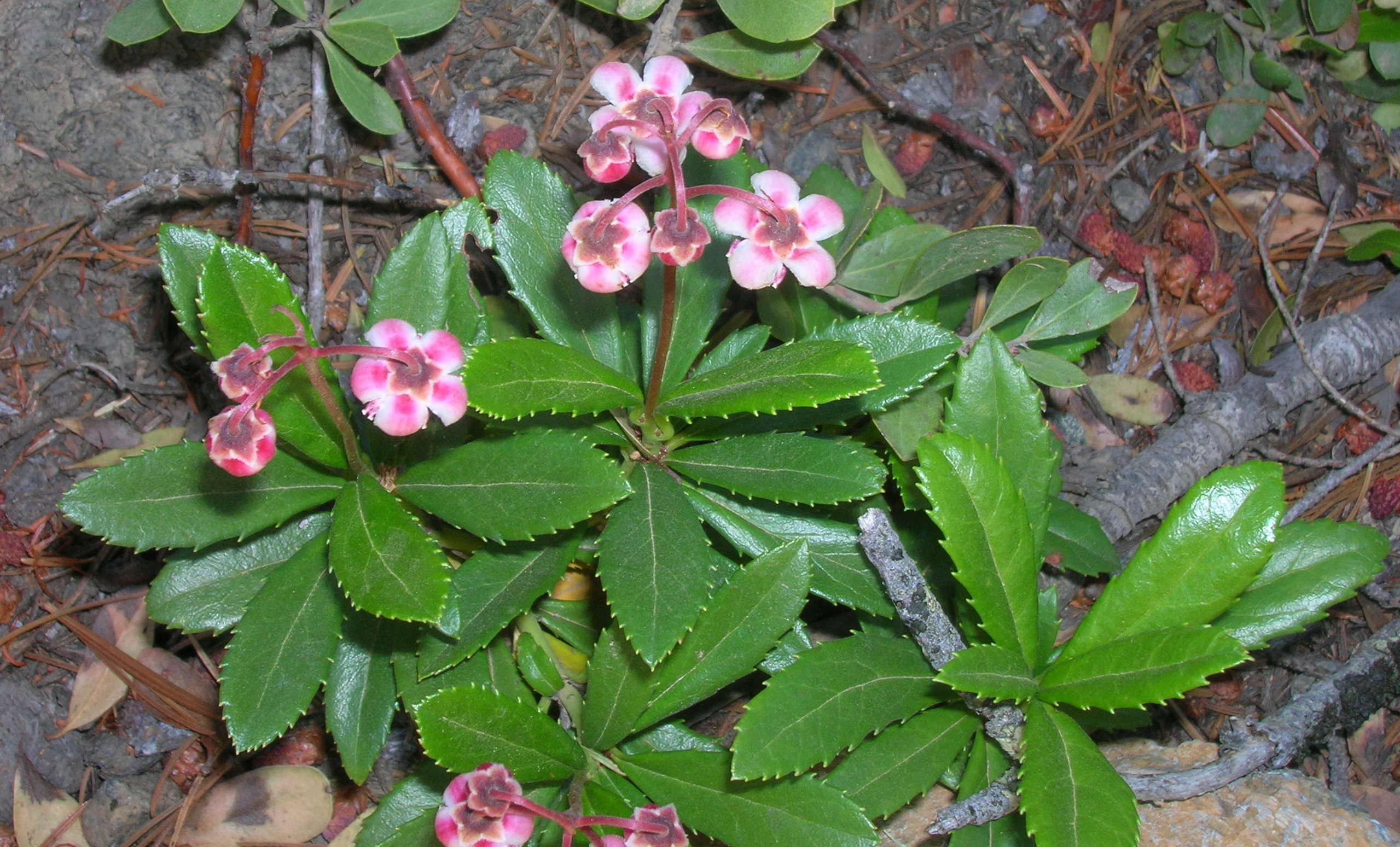
Chimaphila umbellata subsp. occidentalis

## Unterarten
Folgende Unterarten können unterschieden werden:
- Chimaphila umbellata subsp. acuta (Rydb.) Hulten: Sie kommt in Arizona und in New Mexico vor.[6]
- Chimaphila umbellata subsp. cisatlantica (S.F. Blake) Hulten: Sie kommt in Kanada und in den USA vor.[6]
- Chimaphila umbellata subsp. domingensis (S.F.Blake) Dorr: Sie kommt auf Hispaniola vor.[3]
- Chimaphila umbellata subsp. occidentalis (Rydb.) Hulten: Sie kommt in Kanada, Alaska und in den westlichen Staaten der USA vor.[6]
- Chimaphila umbellata subsp. umbellata: Sie kommt in Europa, in Sibirien, China und Ostasien vor.[6]

## Taxonomie
Das Doldige Wintergrün wurde 1753 als Pyrola umbellata von Carl von Linné in Species Plantarum, Tomus I, S. 396 erstbeschrieben. Die Art wurde 1817 von William Paul Crillon Barton in Vegetable Materia Medica of the United States, Band 1(1), S. 17  als Chimaphila umbellata  (L.) W.P.C.Barton in die Gattung Chimaphila gestellt.